# William James Major
Pour les articles homonymes, voir Major (homonymie).
 (octobre 2016).
Si vous disposez d'ouvrages ou d'articles de référence ou si vous connaissez des sites web de qualité traitant du thème abordé ici, merci de compléter l'article en donnant les références utiles à sa vérifiabilité et en les liant à la section « Notes et références ».
William James Major (10 novembre 1881 - 13 août 1953) était un homme politique canadien. 
Né en Angleterre, c'est à l'âge de dix ans qu'il émigra au Manitoba. Il fut notamment membre de l'Assemblée législative du Manitoba de 1927 à 1941.